# 海门林纳
海门林纳（芬蘭語：Hämeenlinna）是一座以“城市”为称号的市镇，居民数量大约为68,000。位于芬兰南部海梅历史省份的中心地带。它是芬兰内陆最古老的城市，并持续到19世纪是最重要的芬兰城市之一。现今它依然保持区域中心的地位。
海门林纳是芬兰著名音乐家让·西贝柳斯的诞生地。现今它属于坎塔海梅区，在2010年之前是原南芬兰省的省府。附近的城市有首都赫尔辛基（98公里）、坦佩雷（73公里）和拉赫蒂（72公里）。
城市的名字源自坐落在该市的中世纪建筑海梅城堡。
2009年1月1日，临近的豪霍、卡尔沃拉、兰米、伦科和图洛斯等市镇并入海门林纳市。

## 历史

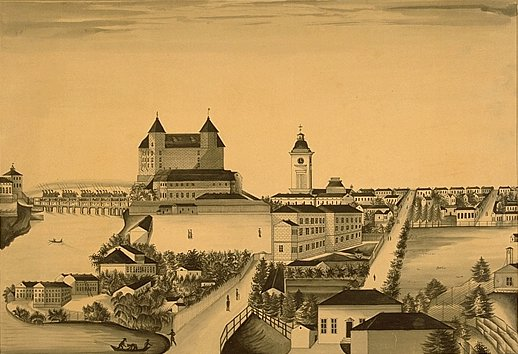
1850年代时的海门林纳

自维京时代起，在瓦纳亚韦西湖畔现在城市所处的位置上有一个叫瓦纳亚的定居点。海梅城堡始建于13世纪后期，用以加强瑞典势力在中部芬兰的防守。城堡旁边则建立了一个村庄来给城堡里的居民提供服务和货物。
1639年这个村庄获得了城市的地位，不久之后瑞典国王把城市向南迁移了一公里至现今在小山上的位置。
该市也以其学校和学院著称，很多知名的芬兰人都曾在此求学过。学校、政府部门和军队在城市的历史上发挥过重要影响。
1862年芬兰的第一条铁路在海门林纳和赫尔辛基之间开通。现今还在使用的海门林纳火车站是在1921年建造的。

## 著名人物

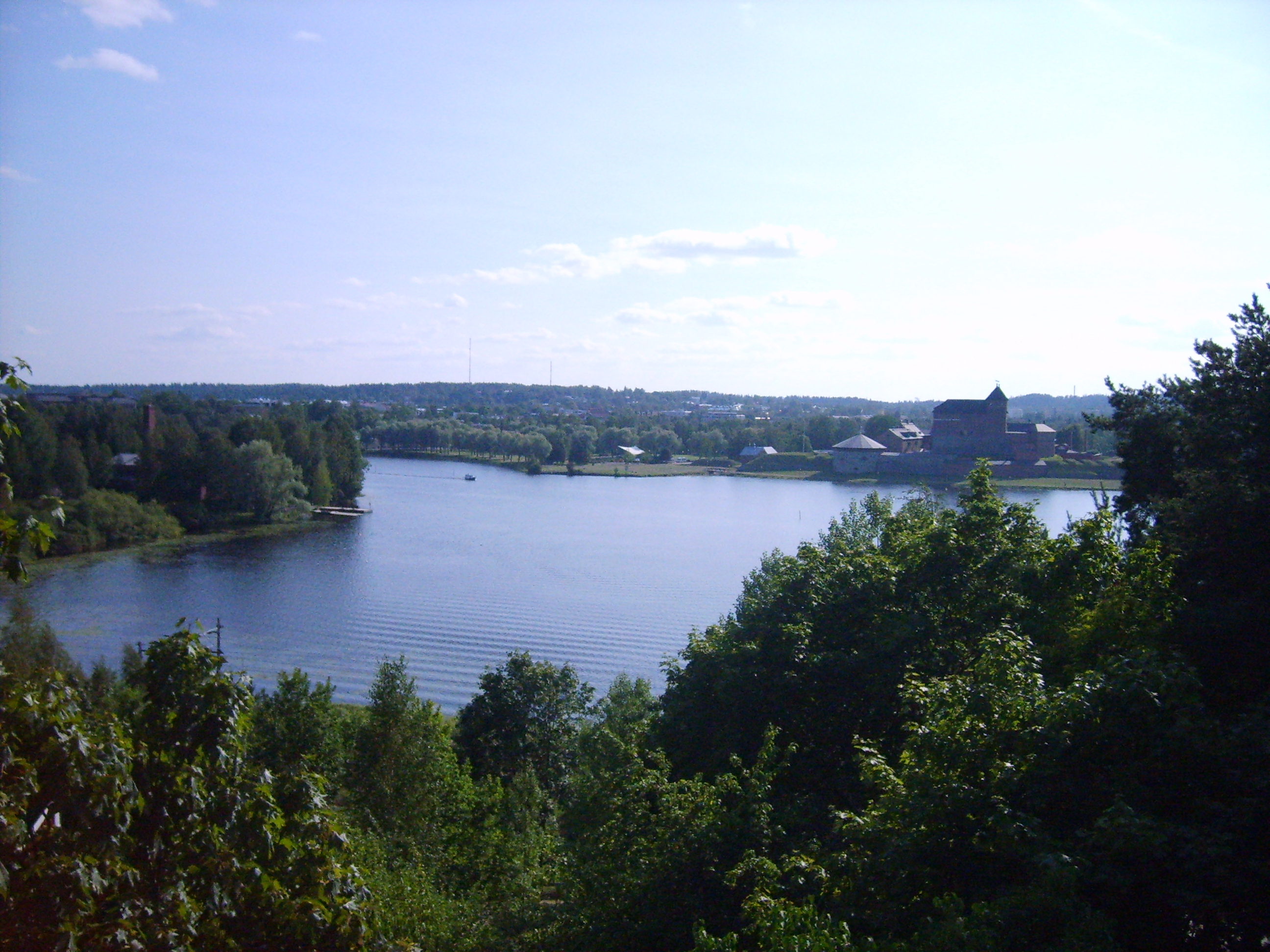
海门林纳附近瓦纳湖水远景（城堡位于照片靠右部分）

作曲家让·西贝柳斯出生并成长在海门林纳。1885年他从海门林纳高中毕业。
诗人埃诺·雷诺及芬兰第七任总统尤霍·库斯蒂·巴锡基维也是从海门林纳高中毕业的。
1997年民谣维京金属乐队突里萨斯成立于海门林纳。
一级方程式赛车手基米·莱科宁和燕妮·达尔曼于2004年在海门林纳结婚。

## 友好城市
- 瑞典乌普萨拉（1940年）
- 丹麦腓特烈斯贝市镇（1947年）
- 冰岛哈布纳菲厄泽（1950年）
- 挪威贝鲁姆（1950年）
- 俄罗斯特维尔（1954年）
- 德国魏玛（1961年）
- 德国策勒（1971年）
- 匈牙利皮什珀克洛达尼（1987年）
- 波兰托伦（1989年）
- 爱沙尼亚塔尔图市（未签订友好城市合约，但自1991年起通过北欧友城链紧密合作）
- 意大利卢卡（2019年）[3]

## 体育
- 职业冰球俱乐部：HPK（英语：HPK）
- 足球俱乐部：海门林纳FC（英语：FC Hämeenlinna）